# Xylocopa olivacea
Xylocopa olivacea là một loài Hymenoptera trong họ Apidae. Loài này được Fabricius mô tả khoa học năm 1778.